# Demokratische und republikanische Erneuerung
Die Demokratische und republikanische Erneuerung (französisch Renouveau Démocratique et Républicain, Kürzel: RDR-Tchanji) ist eine politische Partei in Niger.

## Geschichte
Die Partei wurde am 16. April 2020 unter der Führung des früheren Staatspräsidenten Mahamane Ousmane gegründet. Sie zog bei den Parlamentswahlen von 2020 mit sieben von 171 Sitzen in die Nationalversammlung ein. In Zinder, der zweitgrößten Stadt des Landes, erreichte der RDR-Tchanji bei den im selben Jahr abgehaltenen Kommunalwahlen 20 von 28 Sitzen im Stadtrat (conseil de ville). Die Partei stellte in weiterer Folge ab 2021 mit Abdoul Rahim Balarabé den Bürgermeister von Zinder.
Der RDR-Tchanji-Vorsitzende Mahamane Ousmane kandidierte bei den Präsidentschaftswahlen von 2020/2021. Er wurde im ersten Wahldurchgang mit 16,99 % der Wählerstimmen zweiter von 30 Bewerbern um das höchste Amt im Staat. Damit qualifizierte er sich für die Stichwahl gegen Mohamed Bazoum von der Nigrischen Partei für Demokratie und Sozialismus (PNDS-Tarayya), bei der er mit 44,25 % der Stimmen aus dem Rennen ausschied. Mahamane Ousmane weigerte sich das Endergebnis anzuerkennen. Der RDR-Tchanji nahm in der Nationalversammlung eine Oppositionsrolle zu der von Mohamed Bazoum gebildeten Regierung ein.